# Klaus Grossmann
Klaus Erwin Grossmann (geboren am 13. April 1935 in Leipzig) ist ein deutscher Psychologe und Verhaltensbiologe. Von 1970 bis 2003 war er Hochschullehrer, zunächst in Bielefeld und ab 1978 in Regensburg. Als Bindungsforscher hat er gemeinsam mit seiner Frau, der Diplom-Psychologin Karin Grossmann maßgeblich zur Entwicklung der Bindungstheorie beigetragen.

## Werdegang
Geboren in Leipzig als Sohn der zum Dr. phil. promovierten Marianne Grossmann, geborener Beilicke, und des Majors a. D. Erwin Grossmann, wuchs Klaus Erwin Grossmann die ersten vier Lebensjahre dort und ab 1939 in Bad Hersfeld auf. Im Jahr 1952 ging er nach Hamburg, wo er 1955 sein Abitur ablegte. Danach absolvierte er dort bis 1957 eine kaufmännische Lehre. Anschließend nahm er an der Universität Hamburg sein Psychologiestudium bei Curt Bondy auf, das er 1961 mit Diplom abschloss. Danach ging er in die Vereinigten Staaten von Amerika (USA), wohin ihm seine Ehefrau Karin Grossmann, geborene Mailandt, folgte, die er 1961 kurz vor seiner Abreise geheiratet hatte und mit der er die Kinder Carol-May und Gerald bekam. An der New Mexico State University erhielt er ein Fulbright-Stipendium. Zwischen 1962 und 1965 promovierte er an der University of Arkansas in Fayetteville zum Doktor der Philosophie (Ph. D.)
Grossmann kehrte 1965 nach Deutschland zurück und war bis 1970 wissenschaftlicher Assistent der Zoologie am Institut für Biologie der Albert-Ludwigs-Universität Freiburg in Freiburg im Breisgau. Dort erhielt er für zwei Jahre ein Habilitandenstipendiat der Deutschen Forschungsgemeinschaft (DFG). Er habilitierte sich 1970 in Freiburg zugleich in zwei Fächern, in Psychologie bei Robert Heiss und in Verhaltensbiologie bei Bernhard Hassenstein. Die Zeit am zoologischen Institut nutzte Grossmann zum Studium der Ethologie, die er, wie er auf seiner Website schreibt, als „darwinistische[s] Kontrastprogramm“ zur damaligen komparativen Psychologie (das heißt vergleichende Psychologie) der USA erlebte. Daneben hatte er während dieser Zeit aufgrund einer Einladung von Konrad Lorenz Gelegenheit, mit ihm gemeinsam am Max-Planck-Institut für Verhaltensphysiologie in Seewiesen das Rangordnungsverhalten von Graugänsen zu beobachten. Seine experimentelle Arbeit befasste sich mit Honigbienen. Über die Vorarbeiten zu Hassensteins Buch Verhaltensbiologie des Kindes, an denen seine Frau mitwirkte, kam das Ehepaar in Berührung mit den Bindungskonzepten von John Bowlby und Mary Ainsworth. 1973 besuchten sie Ainsworth. Spätestens damit war die berufliche Ausrichtung von Grossman und seiner Frau besiegelt.
Drei Jahre zuvor, im Oktober 1970 hatte Klaus E. Grossmann am Standort Bielefeld seine Tätigkeit als ordentlicher Professor an der Pädagogischen Hochschule Westfalen-Lippe aufgenommen. 1978 wechselte er zur Universität Regensburg auf den Lehrstuhl für Psychologie und richtete ihn auf die Bindungsforschung aus. Dort blieb er ordentlicher Professor für Psychologie bis zu seiner Emeritierung im Jahr 2003. Einen Ruf an die Universität Frankfurt lehnte er 1978 ebenso ab wie 1984 den Ruf nach Bochum. 1985/1986 war Grossmann Visiting Scientist am National Institute for Child Health and Human Development in Bethesda in Maryland, USA.

## Wirken
„Mit einer Langzeitstudie über Jahrzehnte hat das Psychologenpaar Karin und Klaus Grossmann die Erziehung revolutioniert“, schrieb Hasel 2012 im Berliner Tagesspiegel.

„Für die meisten ist ein Spielplatz nur eine Ansammlung von Spielgeräten. Den Psychologen Klaus und Karin Grossmann dagegen präsentiert sich ein Labor, ganz ihrem Lebensthema gewidmet, nämlich dem Verhältnis zwischen Eltern und ihren Kindern. Wie es darum bestellt ist, weiß wohl kaum einer in Deutschland so genau wie sie. Rund zwei Jahrzehnte lang hat das Ehepaar, er 77, sie 70 Jahre alt, an die 100 deutsche Familien begleitet und seine Erkenntnisse in ein Konzept übersetzt, das weithin bekannt geworden ist. Bindung heißt es oder auch Bonding und bezeichnet das affektive Band, das Eltern mit ihren Kindern verbindet, und taucht heute in fast jedem Erziehungsratgeber auf. Doch obwohl die Grossmanns das Familienleben in Deutschland, die herrschenden Vorstellungen und Werte, stark geprägt haben, kennt außerhalb der Fachwelt kaum einer ihren Namen.“

Die Publikationsliste, die Grossmann mit eigenen Werken − teils gemeinsam mit seiner Frau veröffentlicht –  und den Werken seiner Mitarbeiter zusammenstellte, legt Zeugnis von dem beruflichen Schaffen der Forschergruppe ab. Insgesamt wurde in fünf Sprachen veröffentlicht. Ehefrau Karin legte eine eigene Liste ihrer wissenschaftlichen Beiträge vor. Sie hielt beispielsweise 2015 auf der Fachtagung der Hochschule Heiligenkreuz einen auf YouTube veröffentlichten Vortrag über Bindung in der kindlichen Entwicklung.
Ein Jahr nach dem Besuch bei Mary Ainsworth begann das Ehepaar Grossmann 1974 seine Langzeitstudie mit dem Ziel, auf Grundlage der Bindungstheorie die Entwicklung gesunder Kinder von ihrer Geburt bis ins Erwachsenenalter von 22 Jahren zu erforschen. „Die Forschung schloss Untersuchungen in anderen Kulturen ein, untersuchte die Bedeutung von Exploration und die Rolle des Vaters für die soziale und emotionale Entwicklung des Kindes“, schreibt Grossmann.

## Medienberichte
In den Medien werden Grossmann und seine Frau selten erwähnt. Hasels Artikel vom September 2012 im Tagesspiegel gehört ebenso zu den Ausnahmen wie ein Hörfunkbeitrag in Österreich.
Hasel berichtet über die beiden Wissenschaftler und beschreibt deren Forschungsdesign anschaulich und für Laien nachvollziehbar. Sie traf die beiden, als sie in Berlin ihre Ergebnisse vor einer Gruppe von Psychotherapeuten vortrugen.
„Es waren Gänse, die den Grossmanns ihren Weg zu den Kindern wiesen“, schreibt sie – auch die Geschichte des Projektes nachzeichnend. Als Grossmann und seine Frau mit Lorenz im Moor das soziale Verhalten der Graugänse beobachtete, habe die Bindungsforscherin Ainsworth nahezu zeitgleich in den USA beschlossen, statt komplizierte Experimente durchzuführen, Kinder zu beobachten. Sie fand heraus, was heute längst in das Alltagswissen eingegangen ist, dass nämlich „bereits Einjährige systematische Verhaltensunterschiede zeigen“. Auch fand sie heraus, dass Kinder, die auf Trennung nicht reagieren und manchen Menschen selbständig erscheinen mögen, unter erheblichem Stress stehen können. In einer Zeit, in der „Erziehung durch Abhärtung geprägt war, stellte Ainsworths Bindungstheorie eine ungewöhnliche Parteinahme für die Kinderseele dar“. Das habe den Grossmanns gefallen, die aber die Kinder bereits ab der Geburt beobachten wollten. So kam es zu einer Kooperationsvereinbarung mit der Klinik in Bielefeld, wo Klaus Grossman gerade Professor geworden war. Die Hebammen riefen an, wenn eine Frau mit Wehen aufgenommen wurde, und Karin Grossmann fuhr sofort in die Klinik. Dadurch hatte sie Gelegenheit, die großen Unterschiede im Verhalten der Mütter schon gleich nach der Geburt zu beobachten. So konnte Karin Grossmann allein im Jahr 1976 schon 51 Geburten erleben. Mehr als hundert wurden es im Lauf der Jahre, später in Regensburg. In den jeweils folgenden 22 Lebensjahren wurden die Kinder begleitet. Besuch von Wissenschaftlern kam, wenn die Kinder „zwei, sechs, zwölf, 18 und 24 Monate alt waren, weitere Untersuchungen folgten im Alter von drei, fünf, sechs, zehn, 16 und 22 Jahren“.
Insgesamt je acht Wissenschaftler, heißt es, hätten die heranwachsenden Kinder kennengelernt. Aus den gesammelten Daten gingen allein 220 Diplomarbeiten hervor. Hasel fasst die Ergebnisse zusammen:

„In ihrer Studie waren die sicher gebundenen – diejenigen, die weinten, wenn die Mutter ging – auf lange Sicht im Vorteil. Als Vierjährige spielten sie konzentrierter im Kindergarten, in der Pubertät konnten sie besser mit Zurückweisungen umgehen und als Erwachsene leichter Unsicherheit in Liebesdingen eingestehen. Mit anderen Worten: Wem es als Kind gestattet war, abhängig zu sein, wurde später innerlich umso unabhängiger. Das zu verinnerlichen, sagen die Grossmanns, sei den Deutschen schwergefallen. Während das Interesse in den USA stets groß gewesen sei, habe man hierzulande lange nichts von Bindungsforschung wissen wollen. ‚In Deutschland dominiert die preußische Offiziersfamilie‘, sagt Klaus Grossmann und Karin Grossmann fügt hinzu: ‚Unabhängigkeit wird gefördert, für Schwäche hat man kein Herz.‘“

Zu manchen der beforschten Personen haben die Studienersteller nach eigenen Angaben weiterhin  Kontakt und erfahren so  mitunter von der Ankunft auch der nächsten Generation.
„Wie ein unsichtbares Band hält Bindung die für einander wichtigen Menschen zusammen – mehr oder weniger sicher, besser oder weniger geglückt“, hieß es im österreichischen Rundfunk zum Jahreswechsel 2017. Gestaltet wurde der Beitrag über die Grossmanns am Silvestertag von Johann Kneihs. Die Begegnung mit Konrad Lorenz sei „einer der Anstöße zu einer wissenschaftlichen Revolution“ gewesen; das Ehepaar gehöre zu den „Pionieren der Bindungsforschung im deutschen Sprachraum und darüber hinaus“. Inzwischen sei die Bindungsforschung „aus den Humanwissenschaften nicht mehr wegzudenken“. Viele von Karin und Klaus Grossmann ausgebildete Wissenschaftler forschten und lehrten inzwischen selbst an internationalen Universitäten.

## Mitgliedschaften
Klaus Grossmann ist Mitglied in folgenden Fachgesellschaften:
- Society for Research in Child Development (SRCD)
- International Society for the Study of Behavioral Development (ISSBD)
- Deutsche Gesellschaft für Psychologie (DGfPs)
- International Society for Human Ethology (ISHE)
- Ethologische Gesellschaft
- American Psychological Association (APA)
- International Society for Research on Emotions (ISRE)
- Wilhelm-Wundt-Gesellschaft

## Schriften (Auswahl)
- Theoretische und historische Perspektiven der Bindungsforschung. In: Lieselotte Ahnert (Hrsg.): Frühe Bindung. Entstehung und Entwicklung. 4. Auflage. Ernst Reinhardt Verlag, München 2019, ISBN 978-3-497-02857-3, S. 21–41.
- Karl Heinz Brisch, Klaus E. Grossmann, Karin Grossmann, Lotte Köhler (Hrsg.): Bindung und seelische Entwicklungswege. Grundlagen, Prävention und klinische Praxis. Klett-Cotta, Stuttgart 2017, ISBN 978-3-608-96186-7 (englisch: Attachment from Infancy to Adulthood. New Perspectives in Attachment Theory and Developmental Pathways. Applications in Prevention, Intervention and Clinical Practice.).
- Klaus E. Grossmann, Karin Grossmann (Hrsg.): Bindung und menschliche Entwicklung. John Bowlby, Mary Ainsworth und die Grundlagen der Bindungstheorie. 4. Auflage. Klett-Cotta, Stuttgart 2015, ISBN 978-3-608-94936-0.
- Karin Grossmann, Klaus E. Grossmann: Bindungen. Das Gefüge psychischer Sicherheit. 5. Auflage. Klett-Cotta, Stuttgart 2014, ISBN 978-3-608-94720-5.
- C.S. Carter, L. Ahnert, K.E. Grossmann u. a. (Hrsg.): Attachment and bonding. A new synthesis (= Dahlem Workshop Report. Band 92). The MIT Press, Cambridge 2005, ISBN 0-262-03348-8 (englisch).
- Klaus E. Grossmann, Karin Grossmann, Everett Waters (Hrsg.): Attachment from Infancy to Adulthood. The Major Longitudinal Studies. Guilford Publications, New York, London 2005, ISBN 1-59385-145-6 (englisch).
- als Hrsg.: Entwicklung und Lernfähigkeit in der sozialen Umwelt. 1977.

## Auszeichnungen
- 2006 Bowlby-Ainsworth Award, gemeinsam mit Ehefrau Karin
- 2007 Arnold-Lucius-Gesell-Preis der Theodor-Hellbrügge-Stiftung, gemeinsam mit Ehefrau Karin